# 존 오키프
존 오키프(John O'Keefe, FRS, 1939년 11월 18일~)는 미국 · 영국의 심리학자이자 신경과학자이다.
뉴욕 시립 대학교에서 학사과정을 마치고 맥길 대학교 심리학과에서 로널드 멜작(Ronald Melzack)의 지도 하에 생리심리학(Physiological Psychology)으로 석사와 박사과정을 마쳤으며, 1967년에 유니버시티 칼리지 런던에서 박사후과정을 거쳤다. 왕립 학회의 회원이며, 유니버시티 칼리지 런던의 인지 신경과학 연구소(Institute of Cognitive Neuroscience)와 해부학 교실(Department of Anatomy)의 교수를 맡고 있다.
해마체의 장소세포와 격자세포를 발견했으며, 2014년 노벨 생리학·의학상을 마이브리트 모세르, 에드바르드 모세르와 공동 수상했다.